# Paolo Giordano
Paolo Giordano (Turín, 19 de diciembre de 1982) es un escritor italiano, ganador del Premio Strega 2008 por su primera novela, La soledad de los números primos.

## Biografía
Paolo Giordano vive en San Mauro Torinese, su lugar de origen. Su padre, Bruno, es ginecólogo, mientras que su madre, Iside, es profesora de inglés. Tiene una hermana tres años mayor. En 2001 se diplomó con una calificación excepcional (100/100) en el liceo científico estatal Gino Segré de Turín. Finaliza su licenciatura (laurea especialistica, titulación universitaria italiana) en Física de las interacciones fundamentales, graduándose 'cum laude' en la Universidad de Turín con una tesis considerada entre las mejores. Obtuvo una beca para realizar un doctorado en física de partículas en la Escuela de doctorado en ciencia y alta tecnología de la misma institución. Ha investigado las propiedades del quark fondo en un proyecto cofinanciado por el Instituto nacional de física nuclear de Italia y, en particular, la descomposición inclusiva del mesón B en el canal semileptónico y radiativo.
Saltó a la fama con la publicación de su primera novela, La soledad de los números primos (2008), que ganó ese mismo año el premio Campiello a la mejor ópera prima, el premio Fiesole narrativa under 40 (para autores menores de 40 años), el premio literario Merck Serono y el premio Strega, convirtiéndose a los 26 años en el escritor más joven que ha obtenido este último reconocimiento literario. Según Tuttolibri, el suplemento cultural del diario La Stampa, fue el libro más vendido en Italia en 2008, con más de un millón de ejemplares. La novela sobre Mattia y Alice —que, como explica Giordano, eran dos números primos gemelos, solos y perdidos, juntos pero no lo bastante para tocarse de verdad— fue llevada al cine en 2010 por el director Saverio Costanzo. El papel de Mattia fue interpretado por Luca Marinelli en lo que fue su debut en la pantalla grande y la florentina Alba Rohrwacher representó el papel de Alice.
Entre 2006 y 2007, Giordano frecuentó dos cursos externos de la Escuela Holden, donde conoció a Raffaella Lops, que posteriormente se convirtió en su agente y editora.
Tiene una sección en la revista Gioia, donde escribe relatos cortos tomando como punto de partida una noticia de actualidad y un número. Tras visitar en el 2006 un proyecto de Médicos Sin Fronteras en Kinshasa, en la República Democrática del Congo, donde la organización asiste a los enfermos de sida y a las prostitutas del barrio de Masina, escribió el relato Mundele (el blanco), presentado el 16 de mayo de 2008 en Milán e incluido en la antología Mondi al limite. 9 scrittori per Medici Senza Frontiere.
Giordano ha asistido a diversos festivales, entre ellos al Hay Festival en Cartagena 2010. En 2010-2012 estuvo como escritor con el ejército italiano en Afganistán, y fue jurado en el Festival de la Canción de San Remo 2013. Sus obras han sido traducidas a varios idiomas.

## Obras

### Novela
- La solitudine dei numeri primi, 2008 — La soledad de los números primos, trad.: Juan Manuel Salmerón Arjona; Salamandra, Barcelona, 2009
- Il corpo umano, 2012 — El cuerpo humano, trad.: Patricia Orts; Salamandra, Barcelona, 2013[16]
- Il nero e l’argento, 2014 — Como de la familia, trad.: Carlos Mayor; Salamandra, Barcelona, 2015[17]
- Divorare il cielo, 2018 — Conquistar el cielo, trad.: Nicolás Pastor Durán; Salamandra, Barcelona, 2019
- Tasmania, 2022 — Tasmania, trad.: Juan Manuel Salmerón Arjona; Tusquets Editores, Barcelona, 2023

### Relatos
- La pinna caudale, Nuovi Argomenti, n. 41, enero-marzo de 2008.
- Vitto in the box, Il corriere della letteratura, 12 de junio de 2008.
- La maestra Gisella, Gioia, junio de 2008.
- Sono nozze da vedere. Così ti sposi anche tu, Gioia, junio de 2008.
- Piange il telefono, davanti alla voglia di Aida la ballerina, Gioia, julio de 2008.
- Sui ghiacci del Nanga Parbat, Gioia, julio de 2008.
- Il mare a Torino, Gioia, agosto de 2008.
- Sotto il grembiule un mondo da scoprire, Gioia, septiembre de 2008.
- Operazione Scamarcio, Gioia, septiembre de 2008.
- L'uomo che dà un'anima ai sassofoni, La Stampa, 29 de octubre de 2008.
- Mundele, en Mondi al limite, Feltrinelli, noviembre de 2008.
- Le macchie di sangue sui termosifoni della Diaz si possono lavare ma non si cancellano, Gioia, noviembre de 2008.
- Il principe non mi faceva più ridere, Gioia, enero de 2009.
- Papi, ho fatto un pasticcio: Diventerò Papà, Gioia, febrero de 2009.
- Quando scopri che la vita sta tutta dentro uno scatolone, Gioia, marzo de 2009.
- Il grado nove sulla scala Mercalli del dolore, Gioia, abril de 2009.

### Ensayo
- Nel contagio, 2020 — En tiempos del contagio; Salamandra, Barcelona, 2020.

### Publicaciones científicas
- Paolo Gambino, Paolo Giordano, Giovanni Ossola, Nikolai Uraltsev, Inclusive semileptonic B decays and the determination of |Vub|, Journal of High Energy Physics, n. 10, octubre de 2007, p. 58.
- Paolo Giordano, Inclusive semileptonic B decays and the determination of |Vub|, Journal of Physics: Conference Series, v. 110, 30 de junio de 2008.
- Paolo Gambino, Paolo Giordano, Normalizing inclusive rare B decays, Physics Letter B, mayo de 2008.